# Fédération Internationale Catholique d’Education Physique et Sportive
Die Fédération Internationale Catholique d’Education Physique et Sportive (FICEP) ist der weltweite Dachverband der katholischen Sportverbände. Der Sitz ist Paris.

## Geschichte
1906 gab es ein erstes Bestreben seitens der FGSPF (Frankreich) und der FASCA (Italien) zur Organisation eines Treffens der bis dahin existierenden katholischen Sportverbände. Es fand 1908 unter der Schirmherrschaft des Papstes Pius X. in Rom mit etwa 2000 Teilnehmern aus Frankreich, Belgien, Irland, Kanada und Italien  statt.
Die Gründung erfolgte auf Initiative von Paul Michaux, der auch Gründer der Fédération Sportive et Culturelle de France ist, seinerzeit Präsident der FGSPF im Jahre 1911 in Nancy. Die Bezeichnung lautete Union Internationale des Oeuvres Catholique d’Education Physique (U.I.O.C.E.P.). Ende 1913 fand in Rom unter dem Vorsitz von Graf Mario de Carpegna eine erste Hauptversammlung der Sportler des Verbandes statt.

## Mitglieder
Dem Verband gehören zurzeit Sportverbände folgender Länder an:
- Belgien (Gym&Dans Vlaanderen)
- Deutschland (Deutsche Jugendkraft, DJK)
- Frankreich (Fédération Sportive et Culturelle de France, FSCF)
- Italien (Centro Sportivo Italiano, CSI)
- Kamerun (Centre Sportif Camerounais, CSC)
- Madagaskar (Madagaskar Fitaizana ny Herin'ny zatovo malagasy, FIHEZAMA)
- Niederlande
- Österreich (Sportunion)
- Polen (Katolickie Stowarzyszenie Sportowe Rzeczypospolitej Polskiej, KSSRP)
- Schweiz (Sportunion Schweiz)
- Slowakei (OROL)
- Tschechische Republik (Orel)